# Jack Flag
Jack Flag, il cui vero nome è Jack Harrison, è un personaggio immaginario dei fumetti, creato da Mark Gruenwald (testi) e Dave Hoover (disegni), pubblicato dalla Marvel Comics. La sua prima apparizione avviene in Captain America (vol. 1) n. 434 del dicembre 1994.

## Biografia del personaggio
Jack Harrison e suo fratello Drake erano dei grandissimi sostenitori di Capitan America, facenti parte della "linea verde di Capitan America" (un numero d'emergenza istituito da Cap stesso), che decisero di pattugliare il loro quartiere per tenere alla larga balordi e spacciatori.
Una sera Drake, mentre era uscito da solo, venne aggredito da una banda, e a causa delle lesioni subite, fu costretto su una sedia a rotelle.
Un anno dopo questa tragedia, i suoi genitori furono costretti a vendere per pochi spiccioli la loro casa perché sembrava essere stata costruita su una discarica di rifiuti tossici; in realtà Jack scoprì che dietro tutto ciò si celava il sindacato criminale noto come la Società dei serpenti, che era interessato al terreno ove sorgeva la casa degli Harrison.
Quando andò alla polizia, scoprì che l'intero distretto era stato corrotto proprio da loro; fu allora che i due fratelli presero la decisione di sgominare da sé l'intera organizzazione: Jack si dedicò ad un intenso addestramento nelle arti marziali, mentre Drake lo forni di un costume dai colori patriottici (ispirati dallo stesso Capitan America) e di un arsenale di armi.
Così, coi capelli tinti di bianco, rosso e blu e col nome di Jack Flag, cominciò la sua lotta contro la Società dei serpenti, ma il loro leader, King Cobra, fece in modo che Jack si scontrasse col suo ex socio, il fortissimo Mister Hyde.
Con suo enorme stupore, Jack Flag vinse lo scontro; durante il duello, avvenuto in un laboratorio chimico, venne accidentalmente a contatto con delle sostanze chimiche che gli fecero acquisire una forza sovrumana e un fattore di guarigione che gli consentiva di guarire da danni normalmente permanenti.
Per poter sconfiggere la Società dei serpenti Jack chiese aiuto proprio a Capitan America, il quale lo prese in simpatia e ne fece un suo protetto; Jack entrò così nello staff del Capitano, e lo aiutò in diverse missioni contro nemici quali l'A.I.M., Arnim Zola o lo Spezzabandiera, dimostrando un notevole entusiasmo ed una spiccata onestà.
Dopo un po' di tempo Jack decise di abbandonare la vita di avventuriero in costume, indossando il costume solo saltuariamente, ad esempio per intervenire se assisteva ad un crimine.

### Civil War
Jack non prese parte alla guerra civile, rimase in disparte senza intervenire ma appoggiando totalmente la parte del suo ex mentore Capitan America.
La sua fidanzata Lucy lo implorò più volte di sbarazzarsi del costume e di non pattugliare più il loro quartiere, per evitare di venire segnalato come eroe non registrato. Jack rifiutò, perché credeva fermamente nella libertà individuale descritta nella Costituzione degli Stati Uniti, cosa che questa legge, secondo lui, stava violando.
I timori di Lucy si rivelarono fondati, perché una sera Jack Flag fu avvistato mentre aiutava una ragazza aggredita da alcuni teppisti, e il governo per catturarlo impiegò addirittura i nuovi Thunderbolts.
L'addestramento ricevuto da Capitan America gli permise di superare in combattimento lo Spadaccino (Andreas von Strucker) e Songbird e di sfuggire a Venom (Mac Gargan) e Penance, ma non riuscì a evitare l'agguato di Bullseye, che lo pugnalò alla cauda equina paralizzandolo istantaneamente.
In seguito a questi fatti è stato preso in custodia dallo S.H.I.E.L.D. e deportato nel carcere della Zona Negativa; sembra che i poteri di guarigione ottenuti nello scontro con Mr. Hyde non siano permanenti, dato che lo staff medico della prigione sentenziò che Jack non avrebbe mai più camminato a causa della ferita infertagli da Bullseye.

### War of Kings
Jack Flag ricompare nella saga cosmica War of Kings. Nel prologo alla storia principale dedicato ai Guardiani della Galassia, Star-Lord lo trova nella Zona Negativa mentre, con altri detenuti, tenta di resistere all'assedio del supercarcere "Progetto 42" da parte di Blastaar che vuole impossessarsene per poter accedere al portale dimensionale lì custodito. Dopo aver respinto l'invasore e fatto sigillare il portale da Mister Fantastic, Star-Lord porta Harrison al quartier generale dei Guardiani, dove la sua spina dorsale viene agevolmente ricostruita dallo staff medico di Knowhere ("Hanno riparato la mia schiena semplicemente ondeggiandoci sopra una lanterna!") consentendogli di tornare a camminare. Si unisce così al gruppo di eroi galattici per fronteggiare l'imminente guerra tra i Kree (guidati dalla famiglia reale degli Inumani) e gli Shi'ar (al comando del neoimperatore Gabriel Summers, detto "Vulcan"). Nella fattispecie farà parte dell'unità deputata a convincere Freccia Nera a desistere dalla guerra. In seguito partecipa anche alla saga Thanos Imperative. La sua formazione si sbanderà dopo la perdita di Drax e Star Lord.

## Poteri e abilità
Jack ha forza, riflessi e resistenza sovrumani, di cui non si conosce il limite preciso. Inoltre è stato addestrato da Capitan America in persona. All'inizio della sua carriera sembrava che avesse acquisito anche un fattore rigenerante, dato che guarì da alcune ustioni molto gravi, ma questo potere sembra essere sparito col tempo.

## Altri media

### Videogiochi
Jack Flag compare in Marvel's Guardans of the Galaxy.